# روجا دوف
روجا دوف (بالإنجليزية: Roja Dove)‏ (مواليد 1957) هو متخصص ومؤرخ وصانع عطور إنجليزي حيث تباع عطوره في أفخم المحلات حول العالم. ولد دوف وترعرع في مقاطعة ساسكس في جنوب شرق إنجلترا. وقد بدأ مشواره العملي في صناعة العطور عام 1981 عندما التحق ببيت العطور الفرنسي جيرلان (Guerlain) الذي عمل فيه لمدة 20 سنة ثم رحل ليؤسس شركاته الخاصة.

## النشأة
بدأ شغف روجا دوف بالعطور في سن مبكرة وذلك عندما قبلته والدته ليلاً مودعة إياه للخروج في سهرة خارج المنزل، كان الطفل الصغير دوف في سريره عندما انحنت والدته عليه وقبلته فبقيت رائحة عطرها المختلطة برائحة البودرة التي تضعها عالقة في جو الغرفة وعالقة في ذهنه منذ ذلك الحين. لاحقاً تطور ولعه بالعطور، فحينما كان في سن المراهقة كان يشتري بنقوده قنينات عطر صغيرة وكان ينبهر من القدرة العجيبة لتلك القناني على ترك ذلك الأثر الكبير في نفسه.
بعد انتهاءه من تعليمه المدرسي، التحق دوف بجامعة كامبريدج كطالب ابحاث، وهناك وعند بلوغه سن الـ 21 احتفل دوف بعيد ميلاده بزيارة لبوتيك جيرلان في شارع الشانزليزيه في باريس، هذه الزيارة جعلته يدرك تماماً ان مستقبله هو في صناعة العطور ومع جيرلان بالتحديد.

## عمله مع جيرلان
بعد زيارته لبوتيك جيرلان كان دوف شغوفا جدا لتعلم المزيد، فكان يرسل الرسائل لصانع العطور الفرنسي روبرت جيرلان يطلب منه المعلومات والخبرة. في نهاية المطاف وبعد انزعاجه واعجابه في آن واحد من الحاح الشاب الشغوف، عرض جيرلان على دوف في عام 1981 وظيفة في قسم التدريب والعلاقات العامة التي اتاحت له فهماً احترافياً لصناعة العطور. بقي دوف مع جيرلان لمدة عشرين عاماً، وقد نال بعد عدة سنوات من عمله مع جيرلان منصب السفير العالمي وهو أول شخص يحصل عليه من خارج عائلة جيرلان وقد عرف في اوساط الصناعة فيما بعد بلقب انفرد به عالميا وهو بروفيسور العطور Professeur de Parfum.

## شركته الأولى
بعد عقدين من العمل مع جيرلان، ترك دوف العمل في بيت العطور العريق لينشأ شركته الخاصة بالعلاقات العامة (RDPR Limited) التي يقع مكتبها الرئيسي في مسقط رأسه برايتون وتخصصت في مستحضرات التجميل الفاخرة والمنتجات والعطورات الثمينة، قامت الشركة بالعمل مع أو بتمثيل مجموعة متنوعة من الشركات العالمية المرموقة تشمل هوبيجان للعطور وكلايف كريستيان وباكارا.

## روجا دوف للعطور الراقية

أحد عطور روجا دوف

في سنة 2004 تم افتتاح روجا دوف للعطور الراقية في الدور الخامس من متجر هارودز

## روابط خارجية
الموقع الرسمي لروجا دوف rojaparfums.com